# Halistemma rubrum
Halistemma rubrum is een hydroïdpoliep uit de familie Agalmatidae. De poliep komt uit het geslacht Halistemma. Halistemma rubrum werd in 1852 voor het eerst wetenschappelijk beschreven door Vogt. 